# Bella Pasquali
Bella Pasquali (* 4. Oktober 2006) ist eine australische Sprinterin, die sich auf den 400-Meter-Lauf spezialisiert hat.

## Sportliche Laufbahn
Erste internationale Erfahrungen sammelte Bella Pasquali im Jahr 2024, als sie bei den U20-Weltmeisterschaften in Lima in 3:19,27 min die Goldmedaille in der Mixed-Staffel über 4-mal 400 Meter gewann und mit der Frauenstaffel in 3:31,47 min Silber gewann. Im Jahr darauf gewann sie bei den Hallenweltmeisterschaften in Nanjing mit der Staffel in 3:32,65 min gemeinsam mit Ellie Beer, Ella Connolly und Jemma Pollard die Bronzemedaille hinter den Teams aus den Vereinigten Staaten und Polen.

## Persönliche Bestleistungen
- 400 Meter: 52,32 s, 15. März 2025 in Sydney